# Christoph Willibald Gluck
Christoph Willibald Gluck (Erasbach, 2 luglio 1714 – Vienna, 15 novembre 1787) è stato un compositore tedesco, attivo soprattutto come operista, uno dei maggiori iniziatori del cosiddetto periodo della storia della musica che va sotto il nome di Classicismo nella seconda metà del XVIII secolo.
Attraverso nuove e radicali opere, come Orfeo ed Euridice (1762) e Alceste (1767), riformò l'opera seria, da tempo in declino, semplificandone la trama e cercando un sostanziale equilibrio tra musica e canto. La cosiddetta riforma gluckiana ebbe grande fortuna, influenzando notevolmente molti compositori, tra i quali Sacchini, Salieri, Cherubini, Spontini, Weber, Berlioz e Wagner.

## Biografia
Gluck nacque a Erasbach (oggi parte di Berching), una cittadina dell'Alto Palatinato, da Alexander Gluck e Maria Walburga. Il padre era una guardia forestale sovrintendente ai pedaggi di Erasbach e di alcuni ricchi possedimenti monastici, come il nonno Johann Hans Adam Gluck. Dell'infanzia del compositore si conosce poco: con ogni probabilità ricevette lezioni di organo o clavicembalo presso il collegio dei gesuiti di Komatau, frequentato da un fratello, e in questo periodo imparò a suonare il violino e il violoncello. È certo invece che, per poter seguire le sue inclinazioni musicali avversate in famiglia, fu costretto a fuggire di casa e a guadagnarsi da vivere esibendosi nelle chiese e nelle piazze come cantore e suonatore ambulante e che, dopo la riconciliazione con il padre, visse per alcuni anni a Praga, dove proseguì gli studi musicali e frequentò la Facoltà di Filosofia dell'università locale, seguendo i corsi di logica, fisica e metafisica.

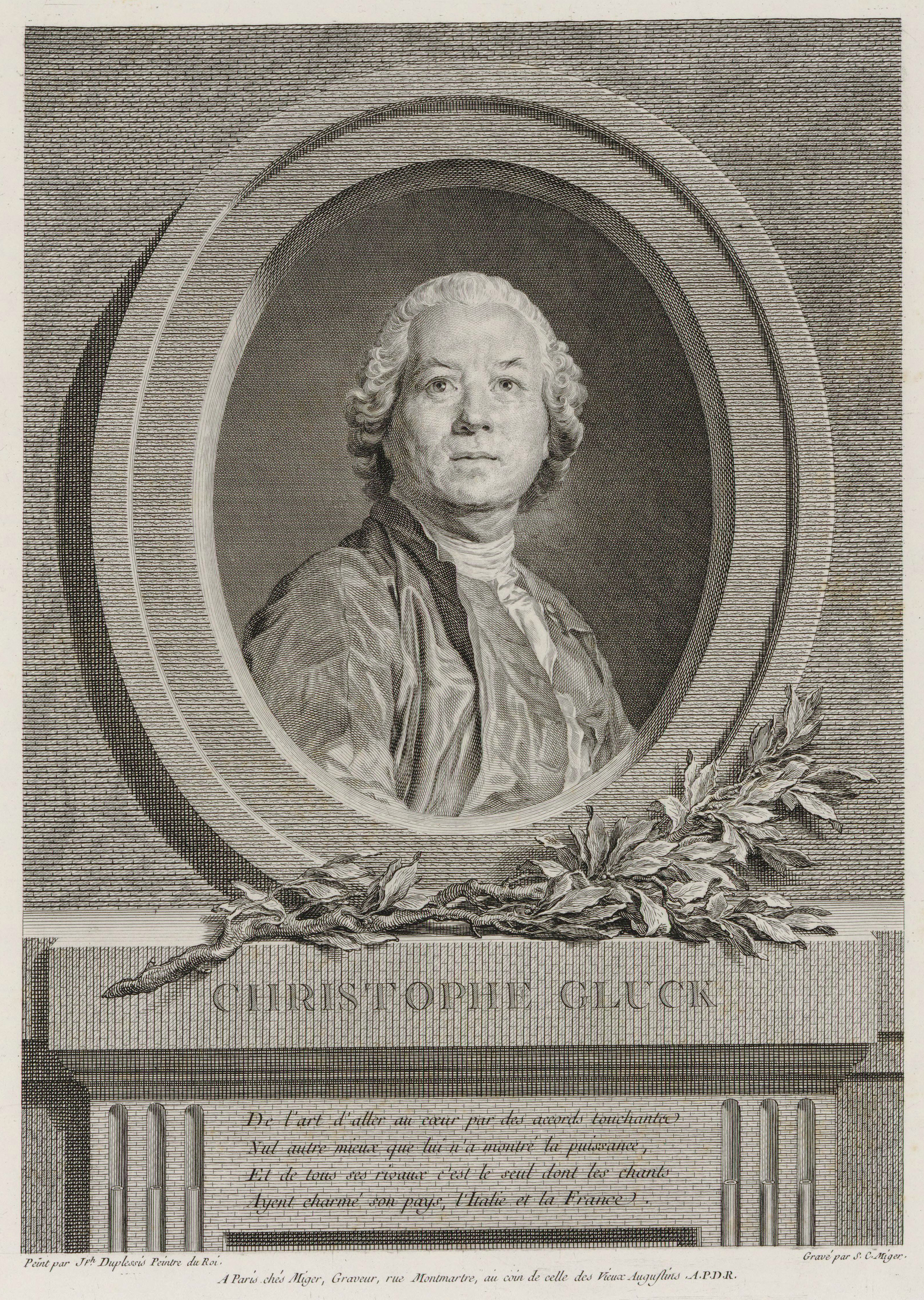
Christoph Gluck in un'incisione del 1775 di Miger: «De l'art d'aller au cœur par des accords touchants/Nul autre mieux que lui n'a montré la puissance,/Et de tous ses rivaux c'est le seul dont les chants/Ayent charmé son pays, l'Italie et la France»

Gluck entrò in contatto a Praga con le opere italiane di Johann Adolf Hasse, basate sul modello metastasiano, un modello che trionfava in tutta Europa e che il compositore tedesco ebbe modo di conoscere ancora meglio quando si trasferì a Vienna, nel 1735, lavorando come "musico di camera" presso il principe Lobkowitz. Lasciata Vienna, Gluck si trasferì a Milano con il nobile Antonio Maria Melzi, suo amico e protettore. Fu lo stesso Melzi ad affidare il giovane compositore agli insegnamenti di un maestro molto rinomato, soprattutto nel campo della musica strumentale: Giovanni Battista Sammartini. È significativo che in questo periodo Gluck scrivesse alcuni brani strumentali: le sei sonate in trio, pubblicate a Londra nel 1746. Il teatro rimaneva però al centro dei suoi interessi.
Il 26 dicembre 1741 la sua prima opera lirica, Artaserse, su testo di Metastasio, fu accolta con favore dal pubblico del Teatro Regio Ducale di Milano. A questo fortunato esordio fecero seguito poco meno di una decina di lavori scritti per i teatri di Milano, Venezia e Torino, che gli procurarono una buona fama. Nel 1745 si trasferì a Londra, dove con La caduta de' giganti esordì, questa volta con scarso successo, al King's Theatre. Qui incontrò Händel – che per il più giovane collega non nutrì una particolare stima (dopo aver ascoltato quest'opera, egli dichiarò che il suo autore si intendeva di contrappunto come il suo cuoco) – e si esibì con lui in un concerto. La grandiosa semplicità del modello teatrale di Händel e in particolare l'uso drammatico del coro colpirono profondamente Gluck, esercitando su di lui un influsso destinato a dar frutti negli anni successivi.
Nel 1750 sposa Marianne Pergin a Vienna. Nel 1752 ritornò a Vienna dove, nominato Kapellmeister (maestro di cappella) di un'importante orchestra, pose base stabile – fatta eccezione per gli spostamenti legati alla sua attività – fino alla morte. Qui conobbe Giacomo Durazzo, direttore di due importanti teatri della città, attorno al quale ruotavano molte attenzioni, soprattutto da parte di molti appartenenti al mondo intellettuale e nobiliare che miravano a restaurare il teatro d'opera. Gluck fu coinvolto in alcune rappresentazioni con certe compagnie dell'Opéra-comique francese e nel 1761 compose la musica del balletto pantomimo Don Juan ou le festin de pierre, coreografato dal celebre ballerino e coreografo Gasparo Angiolini, che sarebbe stato suo collaboratore anche in Italia; durante questo lavoro conobbe il librettista Ranieri de' Calzabigi, con il quale iniziò la cosiddetta "riforma gluckiana".
L'anno seguente, il terzetto produsse Orfeo ed Euridice, destinata a diventare l'opera più famosa di Gluck in quanto prima espressione della sua riforma. A questo lavoro nel 1765 seguirono altri due balletti pantomimi: Semiramide, da una tragedia di Voltaire, e Ifigenia in Aulide e in seguito le opere Alceste del 1767 e Paride ed Elena del 1770. Conclusa questa esperienza, Parigi divenne il nuovo centro intellettuale cui Gluck decise di indirizzare il suo talento. Contando anche sulle brighe di un suo nuovo amico, attaché all'ambasciata francese a Vienna e aspirante librettista, noto come Le Bailly du Roullet, e soprattutto sulla protezione della nuova delfina di Francia, Maria Antonietta d'Asburgo-Lorena, già sua affezionata allieva di canto, Gluck riuscì infine ad ottenere una ricca scrittura da parte dell'Académie Royale de Musique e, nel 1773, partì alla volta della capitale francese con la partitura di una nuova opera, già pronta. Si trattava dell'Iphigénie en Aulide, scritta su libretto del Du Roullet, tratto da un testo di Racine: l'opera fu presentata nel 1774 e ottenne un discreto successo, seguito, a distanza di pochi mesi, da quello clamoroso dell'Orphée et Euridice, versione francese di Orfeo ed Euridice.
Nel 1776 la stessa sorte toccò all'Alceste, mentre alla fine di quell'anno giunse a Parigi Niccolò Piccinni, considerato il rivale di Gluck. Negli anni successivi i vari sostenitori dei diversi musicisti diedero vita ad accesi dibattiti su quale fosse la miglior forma di teatro d'opera adatta allo spirito francese dell'epoca e anche questo è un particolare che la dice lunga su quanto fosse pressante la volontà intellettuale collettiva di rinnovamento. In particolare, nel 1777, Jean-François de La Harpe scrisse sul Journal de politique et de litérature di Parigi la critica dell'opera Armide di Gluck iniziando la polemica tra piccinnisti e gluckisti alla quale Gluck rispose sul Journal de Paris.
Nel maggio del 1779 l'Iphigénie en Tauride ebbe grande successo, ma in settembre in una lettera da Londra, Ferdinando Bertoni accusò Gluck di aver copiato dalla sua opera Tancredi l'aria L'espoir renaît nella terza versione francese dell'Orfeo e Euridice e successivamente una sorte completamente opposta toccò a Echo et Narcisse. Con grande sconforto fece ritorno a Vienna e lì, dopo molti anni di malattia, morì nel 1787. Il funerale seguì il rito cattolico come da lui espressamente richiesto.

## Opere

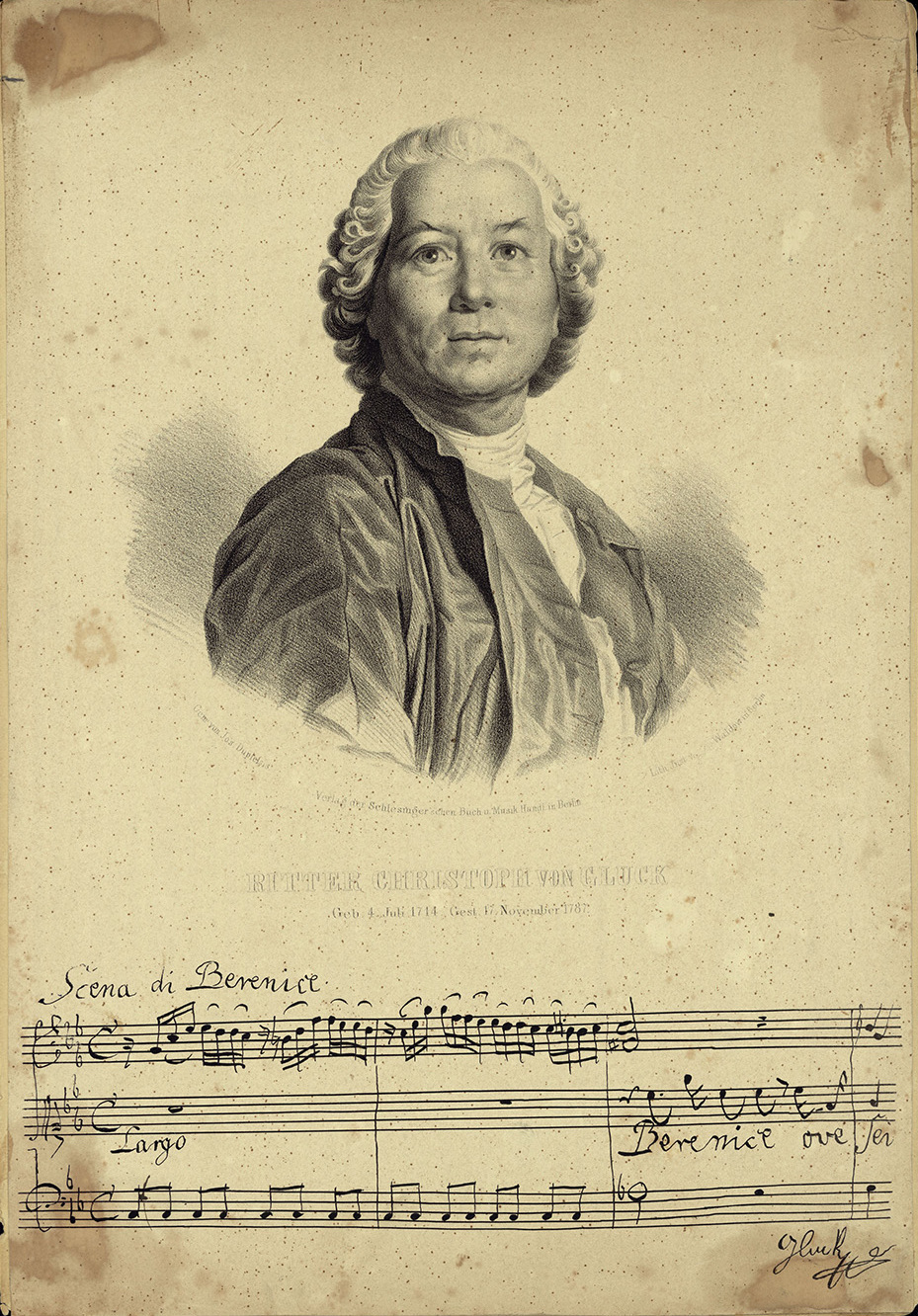
Ritratto di Gluck e sotto uno spartito autografo

- Artaserse, di Pietro Metastasio (Teatro Regio Ducale di Milano, 26 dicembre 1741)
- Demetrio (o Cleonice), libretto di Pietro Metastasio (Teatro San Samuele di Venezia, 2 maggio 1742)
- Demofoonte, libretto di Pietro Metastasio (Teatro Regio Ducale di Milano, 26 dicembre 1742 con Giovanni Carestini)
- Il Tigrane, libretto di Francesco Silvani (Crema, 26 settembre 1743)
- Sofonisba (o Siface), libretto di Pietro Metastasio (Teatro Regio Ducale di Milano, 18 gennaio 1744 con Carestini)
- La finta schiava (Venezia, 13 maggio 1744)
- Ipermestra, libretto di Pietro Metastasio (Teatro San Giovanni Grisostomo di Venezia, 21 novembre 1744)
- Poro, dramma per musica in 3 atti, libretto di Pietro Metastasio (Teatro Regio di Torino, 26 dicembre 1744) diretta da Giovanni Battista Somis
- Ippolito (Teatro Regio Ducale di Milano, 31 gennaio 1745)
- La caduta de' Giganti (Londra, King's Theatre, 7 gennaio 1746)
- Artamene (Londra, King's Theatre, 4 marzo 1746)
- Le nozze d'Ercole e d'Ebe (Pillnitz di Dresda, 29 giugno 1747)
- La Semiramide riconosciuta, libretto di Pietro Metastasio (Vienna, Burgtheater, 14 maggio 1748 con Vittoria Tesi ed Angelo Amorevoli)
- La contesa de' Numi, libretto di Pietro Metastasio (Charlottenburg, Copenaghen, 9 aprile 1749)
- Ezio (Praga, 26 dicembre 1749 - seconda versione: Vienna 26 dicembre 1763)
- Issipile (Praga, stagione di carnevale 1751-52)
- La clemenza di Tito, dramma per musica in 3 atti, libretto di Pietro Metastasio (successo al Teatro San Carlo di Napoli, 4 novembre 1752 con Gaetano Majorano)
- Le Cinesi, libretto di Pietro Metastasio (Castelli di Laxenburg di Vienna, 24 settembre 1754 con Vittoria Tesi)
- La danza, libretto di Pietro Metastasio (Laxenburg, 5 maggio 1755 con Caterina Gabrielli e Gasparo Angiolini)
- L'innocenza giustificata, libretto di Pietro Metastasio (Vienna, Burgtheater, 8 dicembre 1755 con Caterina Gabrielli e Gaetano Guadagni)
- Antigono, libretto di Pietro Metastasio (Teatro Argentina di Roma, 9 febbraio 1756)
- Il re pastore, libretto di Pietro Metastasio (Vienna, Burgtheater, 8 dicembre 1756 con Caterina Gabrielli)
- La fausse esclave (Vienna, Burgtheater, 8 gennaio 1758)
- L'ile de Merlin, ou Le monde renversé, libretto di Louis Anseaume (Castello di Schönbrunn di Vienna, 3 ottobre 1758)
- La Cythère assiégée (Vienna, inizio 1759)
- Le diable à quatre, ou La double métamorphose (Laxenburg, 28 maggio 1759)
- L'arbre enchanté, ou Le tuteur dupé (Castello di Schönbrunn di Vienna, 3 ottobre 1759)
- L'ivrogne corrigé (Vienna, aprile? 1760)
- Tetide (Burgtheater di Vienna, 10 ottobre 1760 con Caterina Gabrielli ed Angiolini)
- Le cadi dupé (Burgtheater di Vienna, 9 dicembre 1761)
- Orfeo ed Euridice, libretto di Ranieri de' Calzabigi (Burgtheater di Vienna, 5 ottobre 1762 - versione francese: Académie Royale de Musique di Parigi, 2 agosto 1774)
- Il trionfo di Clelia (Bologna, 14 maggio 1763)
- Les pèlerins de la Mecque ou La rencontre imprévue (I pellegrini della Mecca o l'incontro imprevisto), Opéra-comique in 3 atti (successo al Burgtheater di Vienna, 7 gennaio 1764)
- Il Parnaso Confuso, libretto di Pietro Metastasio (Castello di Schönbrunn di Vienna, 24 gennaio 1765)
- Telemaco, o sia l'isola di Circe (Vienna, 30 gennaio 1765)
- La corona (mai eseguita ma composta per essere rappresentata il 4 ottobre 1765)
- Il Prologo (Teatro della Pergola di Firenze, 22 febbraio 1767 - musica addizionale per un'opera di Tommaso Traetta)
- Alceste, libretto di Ranieri de' Calzabigi (Burgtheater di Vienna, 26 dicembre 1767 - versione francese: Académie Royale de Musique di Parigi, 23 aprile 1776 - partitura in formato pdf)
- Le feste d'Apollo (Parma, 24 agosto 1769)
- Paride ed Elena, libretto di Ranieri de' Calzabigi (Burgtheater di Vienna, 3 novembre 1770)
- Iphigénie en Aulide, libretto di François-Louis Gand Le Bland Du Roullet (Académie Royale de Musique di Parigi, 19 aprile 1774)
- Armide, libretto di Philippe Quinault (Académie Royale de Musique di Parigi, 23 settembre 1777 con Rosalie Levasseur e Gaetano Vestris - partitura in formato pdf)
- Iphigénie en Tauride, libretto di Nicolas-François Guillard (Académie Royale de Musique di Parigi, 18 maggio 1779)
- Echo et Narcisse, libretto di Jean-Baptiste-Louis-Théodore de Tschudi (Académie Royale de Musique di Parigi, 24 settembre 1779 - seconda versione: Parigi 8 agosto 1780 - partitura in formato pdf)

## Balletti
- Les Amours de Flore et Zéphire (Vienna, 13 agosto 1759)
- La Halte des Calmouckes (Vienna, 23 mars 1761)
- Don Juan (Burgtheater di Vienna, 17 ottobre 1761)
- Citera assediata (Vienna, 15 settembre 1768)
- Alessandro, o Les amours d'Alexandre et de Roxane (Burgtheater di Vienna, 4 ottobre 1764)
- Sémiramis (Burgtheater di Vienna, 31 gennaio 1765)
- Iphigénie (Laxenburg, 19 maggio 1765)

## Nella cultura di massa
- Gluck è il personaggio misterioso presente nel racconto Il cavaliere Gluck dello scrittore romantico E.T.A. Hoffmann (in Italia il racconto compare nella raccolta Il vaso d'oro. Pezzi di fantasia alla maniera di Callot, ed. Einaudi).

## Omaggi
- A Gluck è stato intitolato il cratere Gluck, sulla superficie di Mercurio.
- Sempre al compositore tedesco, è dedicata a Milano la via Gluck (per esteso: via Cristoforo Gluck), dove nacque Adriano Celentano che la ritrasse nella canzone Il ragazzo della via Gluck.